# Sebastián Miranda Córdova
Sebastián Miguel Miranda Córdova (Chile, 26 de agosto de 1980) es un director técnico y exfutbolista internacional chileno. Destacó como defensa en cuadros de Chile, Austria y Estados Unidos. Actualmente es director técnico del fútbol formativo de Selección de fútbol sub-20 de Chile y es entrenador de la Selección de fútbol sub-17 de Chile.

## Carrera como futbolista
Sebastián Miranda inició su carrera en la rama de fútbol del Estadio Español de Las Condes. Posteriormente decidió probar suerte en las divisiones inferiores de Unión Española, en1996. Se formó como defensa central y logró ser capitán en las diferentes categorías del fútbol joven del club hispano.
En 1998 integró de manera conjunta las divisiones inferiores y el primer equipo del club hispano, dirigido entonces por Guillermo Yávar, cuando el club se encontraba en el Ascenso. Ese año fue citado a dos partidos, pero no logró debutar por los hispanos.
Tras completar su formación juvenil, en 2000 partió a préstamo a Ñublense. Posteriormente retornó al club hispano, donde pasó a conformar parte del plantel oficial. Debutó con los rojos al año siguiente, en un partido frente a Colo-Colo en el Estadio Nacional. El año 2004 fue asignado vicecapitán del equipo, cargo que mantuvo en las temporadas siguientes.
Tras clasificar a la fase de play-offs del Torneo Apertura 2005, Miranda fichó por el Red Bull Salzburgo de Austria. Esto le impidió dar la vuelta junto a sus compañeros de equipo, quienes se coronaron campeones del Torneo de Apertura. En Europa estuvo una temporada luego de lo cual regresó a Chile reincorporándose a las filas de Unión Española para luego ser cedido a Universidad Católica. 
En 2008 retornó a Unión Española. En 2009 fue designado capitán del equipo, tras el retiro de José Luis Sierra.
En 2010, fue traspasado al Columbus Crew de Estados Unidos, donde destacó en su puesto como lateral derecho, lo que le valió ser nominado como uno de los futbolistas latinos del año. Al término de su contrato decide retirarse en Chile, siendo refuerzo en el club Everton. Al término del campeonato,  oficializa su llegada a Unión Española, donde culmina su carrera.

## Carrera como entrenador
Una vez retirado como jugador continuó su actividad a cargo del fútbol formativo de Unión Española. También fue entrenador asistente de Palestino, Santiago Wanderers, Universitario (Perú) y la Selección Sub-20.
En octubre de 2021 se integró como uno de los entrenadores del área formativa de Universidad de Chile, a cargo de la categoría sub-21, sin embargo a finales del mismo mes fue ayudante técnico del interinato de Cristián Romero del primer equipo azul, luego de la renuncia de Esteban Valencia por malos resultados de los laicos que estaban peligrando con el descenso de categoría logrando salvarse.
En abril de 2022 ante la salida del colombiano Santiago Escobar, el club designó a Miranda Córdova como director técnico de manera interina hasta el nombramiento del nuevo titular, el uruguayo Diego López, lapso en el cual consiguió dos triunfos y dos derrotas, sin embargo al asumir Diego López asigna a Miranda como su ayudante técnico, luego de 8 partidos sin ganar Diego López fue cesado y nuevamente el club designa a Miranda como técnico interino por segunda vez en el año y logrando salvar del descenso al final de la temporada.
En 2025, clasificó a la selección de fútbol sub-17 de Chile a la Copa Mundial Sub-17 de 2025, tras llegar a semifinales del Campeonato Sudamericano Sub-17 de 2025, al vencer a Argentina, Paraguay y Perú.

## Clubes

### Como jugador
| Club                 | País           | Año       |
| -------------------- | -------------- | --------- |
| Unión Española       | Chile          | 1998-2005 |
| → Ñublense (cedido)  | Chile          | 2000      |
| Red Bull Salzburgo   | Austria        | 2005      |
| Unión Española       | Chile          | 2006      |
| Universidad Católica | Chile          | 2006-2007 |
| Unión Española       | Chile          | 2008-2010 |
| Columbus Crew        | Estados Unidos | 2010-2012 |
| Everton              | Chile          | 2013      |
| Unión Española       | Chile          | 2013-2014 |

### Como entrenador
| Equipo                       | Div.  | Temporada | Liga | Liga | Liga | Liga | Liga |    | Copa | Copa | Copa | Copa |   | Internacional | Internacional | Internacional | Internacional | Internacional |   | Otros | Otros | Otros | Otros |   | Totales     | Totales | Totales | Totales | Totales | Totales | Totales | Totales | Totales |
| Equipo                       | Div.  | Temporada | PD   | G    | E    | P    | Pos. | PD | G    | E    | P    | PD   | G | E             | P             | Pos.          | PD            | G             | E | P     | PD    | G     | E     | P | Rendimiento | GF      | GC      | Dif.    | Ptos.   |         |         |         |         |
| ---------------------------- | ----- | --------- | ---- | ---- | ---- | ---- | ---- | -- | ---- | ---- | ---- | ---- | - | ------------- | ------------- | ------------- | ------------- | ------------- | - | ----- | ----- | ----- | ----- | - | ----------- | ------- | ------- | ------- | ------- | ------- | ------- | ------- | ------- |
| Universidad de Chile · Chile | 1.ª   | 2022      | 10   | 4    | 1    | 5    | 13.º | 4  | 1    | 2    | 1    | -    | - | -             | -             | -             | -             | -             | - | -     | 14    | 5     | 3     | 6 | 42.85%      | 19      | 22      | -3      | 18      |         |         |         |         |
| Universidad de Chile · Chile | Total | Total     | 10   | 4    | 1    | 5    | -    | 4  | 1    | 2    | 1    | -    | - | -             | -             | -             | -             | -             | - | -     | 14    | 5     | 3     | 6 | 42.85%      | 19      | 22      | -3      | 18      |         |         |         |         |
| 1.                           |       |           |      |      |      |      |      |    |      |      |      |      |   |               |               |               |               |               |   |       |       |       |       |   |             |         |         |         |         |         |         |         |         |

#### Resumen estadístico
| Competición               | Partidos | Ganados | Empatados | Perdidos | Rendimiento |
| ------------------------- | -------- | ------- | --------- | -------- | ----------- |
| Primera División de Chile | 10       | 4       | 1         | 5        | 43.33%      |
| Copa Chile                | 4        | 1       | 2         | 1        | 41.67%      |
| Total                     | 14       | 5       | 3         | 6        | 42.85%      |

## Palmarés

### Campeonatos nacionales
| Título             | Club           | País  | Año    |
| ------------------ | -------------- | ----- | ------ |
| Primera División   | Unión Española | Chile | 2005-A |
| Supercopa de Chile | Unión Española | Chile | 2013   |